# Роджър Мъни-Кърл
Роджър Ернле Мъни-Кърл (на английски: Roger Ernle Money-Kyrle) е британски психоаналитик.

## Биография
Роден е на 31 януари 1898 г. в Хертфордшир, Великобритания. Участва в Първата световна война и е ранен. Започва да изучава математика и физика, но завършва философия. През 1919 г. преминава анализа с Ърнест Джоунс. След това заминава за Виена, където изкарва докторска степен при Мориц Шлик и е анализиран от Зигмунд Фройд. После се прибира в Лондон и учи антропология и получава още една докторска степен под ръководството на Джон Флугел. Темата на дипломната му работа е публикувана през 1930 г. под заглавието „Значението на жертвоприношението“.
През 1928 г. той става асоцииран член на Британското психоаналитично общество и пълен член през 1945 г. През 30-те години преминава обучителна анализа с Мелани Клайн. Участва в спорните дискусии в обществото и застава на страната на Мелани Клайн.
В творчеството му са видни два периода: произведения, писани през 30-те в ортодоксален фройдистки маниер, и по-късни съчинения, писани под влиянието на Клайн. Между 1940 и 1960 г. Мъни-Кърл развива редица идеи на Уилфред Бион, Хана Сегал и други.
Умира на 29 юли 1980 г. в Лондон на 82-годишна възраст.